# عزرا ويكس
عزرا ويكس (بالإنجليزية: Ezra Weeks)‏ هو شخصية أعمال أمريكي، ولد في 10 مايو 1772، وتوفي في 21 يونيو 1849 بسبب كوليرا.